# Jonker JS-5 Rey
Dimensions
Jonker JS-5 Rey est un motoplaneur conçu par Jonker Sailplanes et sera fabriqué en Afrique du Sud. Il a effectué son premier vol le 7 novembre 2023. Il est équipé d'un train rentrant de la roulette principale et de queue.